# Peter Cincotti
Peter Cincotti (Nova Iorque, 11 de julho de 1983) é um pianista, cantor, compositor e escritor de letras americano (de origem italiana).

## Biografia
Nascido na cidade de Nova Iorque mais propriamente num apartamento na Park Avenue em Manhattan no dia 11 de Julho de 1983, descobriu a sua paixão pelo piano aos 3 anos de idade quando a sua avó lhe ofereceu um piano de brincar pelo seu aniversário. Aos quatro começou a ter aulas de piano, aos cinco recebeu o seu primeiro piano de cauda, um Baldwin e aos sete tocou em conjunto com Harry Connick Jr. um dos seus ídolos. Durante a sua adolescência, Peter e a sua irmã Pia "percorreram" alguns dos maiores clubes de Jazz de Manhattan ouvindo nomes conhecidos e novos talentos. Ao mesmo tempo Peter ouvia outros tipos de música. Embora goste de muitos gêneros de música diferentes, a sua paixão sempre foi o Jazz, pois ele próprio diz que "O melhor na música Jazz é o sentimento de liberdade".
Só aos 15 começou a cantar. No ano de 2000 ele foi ao famoso Festival de Jazz de Montreux na Suíça e ganhou um prémio com a actuação de "A night in Tunisia" (original de Dizzy Gillespie's), um ano mais tarde ele actou no Oak Room uma sala de espetáculos do Algonquin Hotel um famoso hotel Nova Iorquino, entrando para a história como o artista mais novo de sempre a tocar na aclamada sala de espetáculos, foi também nesse mesmo local em que ele foi descoberto pela Concord Records, uma prestigiada editora discográfica com quem Peter assinou um contracto nesse mesmo ano.
Em 2003 ele lançou o seu primeiro álbum "Peter Cincotti" e em 2004 o segundo "On the Moon". O último conta com algumas letras escritas por si ("On the Moon","The girl for me tonight","Up on the roof","He´s watching" e "I´rather be with you").Ambos os seus aclamadas álbuns foram produzidos por Phil Ramone, tal como o seu DVD "Peter Cincotti-Live in New York" lançado em 2005. Além da sua bem sucedida carreira no mundo da música, Peter também teve também um pequeno papel no filme "Beyond the sea" onde contracenou com Kevin Spacey tendo também colaborado na banda sonora ao lado do seu produtor musical  Phil Ramone. Apareceu também no filme Spider Man II como figurante tocando piano e cantando. Em 2005 a prestigiada marca de roupa italiana Emilio Zegna convidou-o para ser modelo de um dos seus catálogos, e Peter aceitou.
O seu terceiro álbum "East of Angel Town" foi lançado na primavera de 2007.

## Discografia
- Peter Cincotti(2003)
- On the Moon(2004)
- East of Angel Town(Outubro de 2007-edição Europeia/Fevereiro de 2008-edição Mundial)

## DVD´s
- Peter Cincotti-Live in New York (2005)